# Аллуди, Суфиан
Суфиан Аллуди (англ. Soufiane Alloudi) — футболист сборной Марокко, родился 1 июля 1983 года в городе Эль Гара (Марокко). Играет на месте полузащитника.

## Биография
Профессиональную карьеру начал в 16-летнем возрасте в команде «Ренессанс Эль Гара», выступающей в 3-й лиге марокканского чемпионата. В 2001 перешёл в клуб 2-й лиги чемпионата Марокко «СК Мдина Бус Касабланка».
В 2002 году был куплен за 50 000 дирхемов клубом 1-й (высшей) лиги чемпионата Марокко «Раджа Касабланка».
В составе «Раджа Касабланка» становился:
- чемпионом Марокко 2003/04
- вице-чемпионом Марокко 2004/05
- обладателем Кубка Марокко 2002 и 2005 годов
- обладателем Кубка КАФ 2003 года
- финалистом Лиги чемпионов КАФ 2002 года

Летом 2007 за 1,3 миллиона долларов перешёл в клуб 1-й (высшей) лиги чемпионата ОАЭ «Аль-Айн».
В составе «Аль-Айн» становился:
- обладателем Кубка Президента ОАЭ сезона 2008/2009
- обладателем Etisalat Emirates Cup 2008 года

C июля по декабрь 2009 года на правах аренды выступал за «Аль-Васл» из Дохи.
В январе 2010 года был отдан в аренду клубу «Раджа Касабланка» сроком на один год. Выходил на поле в четырёх встречах. В составе команды стал серебряным призёром марокканского чемпионата.
29 декабря 2010 года перешёл в «Раджа Касабланка» на правах свободного агента.
В 2006 дебютировал в составе сборной Марокко в товарищеском матче против сборной США. В 2008 участвовал в финальном турнире Кубка африканских наций.